# دصتمو (حديبو)

تعديل مصدري - تعديل

دصتمو إحدى قرى مديرية حديبو التابعة لمحافظة سقطرى، بلغ تعداد سكانها 716 نسمة حسب تعداد اليمن لعام 2004.